# Kolumbianische Literatur
Die kolumbianische Literatur ist die spanischsprachige Literatur Kolumbiens und als solche Bestandteil der hispanoamerikanischen bzw. (unter Einschluss Brasiliens) der lateinamerikanischen Literatur. In den 1960er Jahren erlangten einige kolumbianische Autoren mit ihrem sozialkritischen, teils dem magischen Realismus zuzurechnenden Erzählwerk, in dessen Fokus das ländlich-archaische unterentwickelte Kolumbien steht, weltweite Bekanntheit. So erhielt Gabriel García Márquez 1982 den Nobelpreis für Literatur.

## Frühzeit

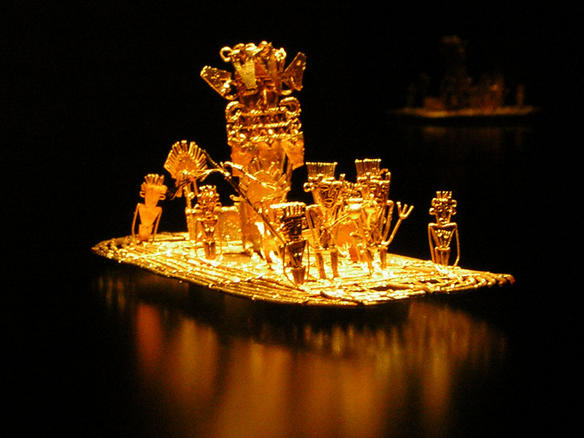
Das mythische Goldfloß der Muisca-Herrscher von Eldorado mit Opfergaben aus dem See von Guatavita, zwischen 1200 und 1500

- Zu den Anfängen der Literatur im Vizekönigreich Neugranada siehe auch Anfänge der lateinamerikanischen Literatur

Aus der Zeit vor der spanischen Eroberung sind wenige Mythen und Gesänge der indigenen Völker überliefert (u. a. durch Konrad Theodor Preuss), deren Authentizität nicht immer gesichert ist. Fray Pedro Simón sammelte im frühen 18. Jahrhundert die Mythen der Muisca aus dem Hochland um Bogotá und erstellte das erste Wörterbuch mit Indiobegriffen in spanischer Orthographie (z. B. Maíz, Mazorca, Machete, Mestizo). Aus dem kolombianisch-brasilianischen Amazonasgebiet stammen die Erzählungen des Yuruparí-Schöpfungsmythos, einer Sammlung von Legenden der Tupi und Guaraní, die nur in einer italienischen Version des Biologen Ermanno Stradelli (1890) auf Basis einer verschollenen Handschrift des brasilianischen Indigenen Maximiano José Roberto erhalten ist.

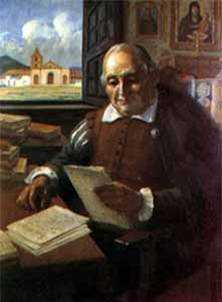
Juan Rodriguez Freyle

Der Beginn der kolumbianischen Literatur kann - abgesehen von einem Bericht Fray Pedro Simóns über der Conquista Kolumbiens (Noticias historiales de las conquistas de Tierra Firme en las Indias Occidentales, 1627, vollständig veröffentlicht erst 1882–1892) mit den Chroniken des humanistisch gebildeten Konquistadors Gonzalo Jiménez de Quesada (1509–1579) und des Juan Rodríguez Freyle (1566–1640) (El Carnero, „Der Hammel“) angesetzt werden. Freyle, über den wenig bekannt ist, schloss in seiner monumentalen Chronik über die Ureinwohner der Region, die Conquista, die Gründung von Bogotá und die zahlreichen folgenden zahlreichen Konflikte fiktionale und satirische Elemente ein und malte ein breites, aber insgesamt realistisches Panorama von Land und Leuten. Enthalten ist in diesem Werk auch der Mythos der Muisca von El Dorado. Da in Bogotá erst seit 1777 eine dauerhafte Druckerei bestand, gerieten die beiden Chroniken für längere Zeit in Vergessenheit und wurden erst 1952 bzw. 1859 publiziert.
Als kolumbianischer Homer wurde Juan de Castellanos (1522–1607) wegen seines mit 113.000 Versen überlangen, aus vielen verschiedenen Formen zusammengesetzten Epos über die Conquista und die Feldzüge gegen die Kariben bezeichnet. In diesem Werk wird übrigens die Kartoffel (papa) erstmals erwähnt. Eine weitere Chronik der Conquista stammt von dem Kenner der Muisca-Mythologie Lucas Fernández de Piedrahita (1624–1688).
Der Jesuit Hernando Domínguez Camargo (1606–1659) war ein extremer Vertreter des Gongorismus (Culteranismo) in Kolumbien; seine Lyrik erscheint heute ungenießbar. Als bedeutenden Lyriker würdigten die Zeitgenossen Juan Manuel García Tejada (1774–1869); sein Werk ist jedoch in großen Teilen verschollen. Der autodidaktische Poet und Dramatiker Luis Vargas Tejada (1802–1829) kam bereits in jungen Jahren in den Wirren der Revolutionskriege ums Leben; sein Sainete (Schwank) Las Convulsiones in der Tradition Lope de Vegas und Carlo Goldonis machte ihn bis heute bekannt.
Auch zwei Frauen finden sich unter den frühen kolumbianischen Autorinnen und Autoren: Josefa Acevedo de Gómez (1803–1861) verfasste eine Geschichte Kolumbiens sowie einige Biographien. Ana María Martínez de Nisser (1812–1872), eine Heroine des Bürgerkriegs 1840/41, kämpfte auf Regierungsseite und schrieb darüber ein Tagebuch, das 1843 in Bogotá veröffentlicht wurde – vermutlich das erste kolumbianische Buch nicht-religiösen Inhalts, das von einer Frau verfasst wurde.

## Klassizismus und Romantik
Auch nach der Auflösung Großkolumbiens 1830 blieb eine Bürgerkriegssituation latent, obwohl es seither (abgesehen von einem Interregnum im 19. Jahrhundert und dem golpe durch Rojas Pinilla 1953) in Kolumbien keinen Militärputsch gab. Der extrem konservativ-feudale Süden des Landes, in dem die Sklavenhaltung verbreitet war, stand in Opposition zum liberaleren Bogotá und zur radikalliberalen Atlantikküste. Das geistige Leben Kolumbiens im frühen 19. Jahrhundert wies entsprechend ein breites Spektrum wichtiger Autoren auf. Viele von diesen waren mit dem Gedankengut der ersten Romantikergeneration in Frankreich in Berührung gekommen. Dazu gehörten junge Großgrundbesitzer sowie vor allem Diplomaten, die Europa bereist hatten, und Emigranten, die ins liberale England geflüchtet waren. Romantisches Gedankengut wurde vor allem durch Übersetzungstätigkeiten importiert, so z. B. durch José Fernández Madrid (1789–1830), der als Diplomat in London war und Victor Hugo, Chateaubriand und andere Autoren in Kolumbien bekannt machte. Seine Tragödie Guatimoc zeugt von einem romantischen Indianismus, von dem auch der konservative Julio Arboleda (1817–1861) in seinem Epos Gonzalo de Oyón (1858) inspiriert war.
Den Übergang vom Klassizismus zur Romantik kennzeichnet das lyrische Werk von José Joaquín Ortiz (1814–1892). Die erste Generation der Romantik wurde geprägt durch den Dichter und Schriftsteller José Eusebio Caro Ibáñez (1817–1853), einen humanistisch gebildeten konservativen Vordenker und Gründer der Konservativen Partei Kolumbiens, der zeitweise in den Vereinigten Staaten gelebt hatte. Die Themen seiner Lyrik waren Gott, die Frau, der Tod, die Natur.
Der führende Kopf der zweiten Romantikergeneration war der Lyriker, Erzähler, Übersetzer, Herausgeber und Diplomat José Rafael de Pombo y Rebolledo (1833–1912), der 17 Jahre lang in den USA lebte. Pombo besang einerseits die Naturschönheiten und die nationalen Werte der USA, andererseit warnte er vor deren aggressiver Politik und der Überwältigung durch die Kultur des yanquismo, die er in einem Gedicht mit der Wucht der Niagarafälle verglich. Unter den anderen Romantikern sind Epifanio Mejia (1838–1913) und Miguel Antonio Caro (1843–1909), ein christlicher Sozialist, politischer Publizist und bedeutender Philologe zu nennen. Letzterer beeinflusste maßgeblich die Verfassung von 1886 und wurde später Staatspräsident. Während Pombos Werk von großer Spontaneität zeugt, ist es weniger durchgearbeitet als das Caros.

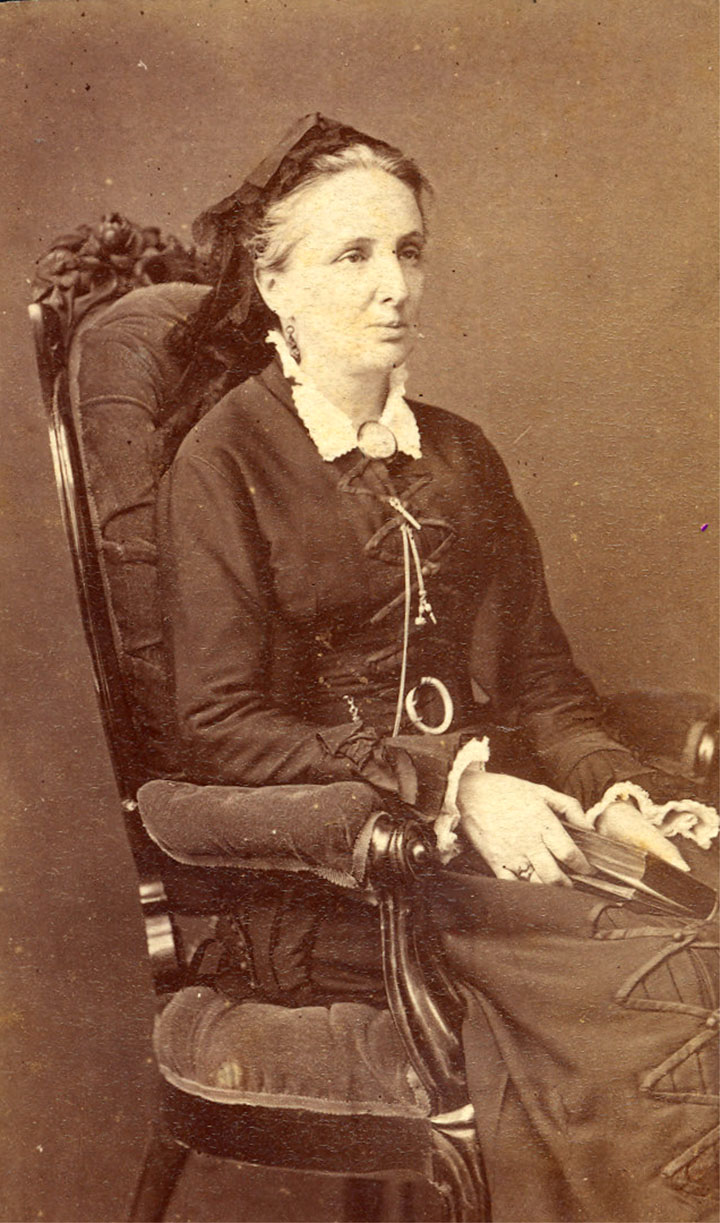
Daguerreotypie von Soledad Acosta de Samper (um 1800)

Der Klassizismus mit seinen hohen Formansprüchen hatte das Schreiben von Romanen diskreditiert; diese entstanden vermehrt erst seit den 1860er Jahren. Soledad Acosta de Samper (1833–1913) lebte in ihrer Jugend zeitweise in Europa und war durch ihre Eltern von feministischen Ideen aus England und den USA und ihre eigenen Reisen beeinflusst. Sie verfasste eine große Zahl von Romanen und Erzählungen, insbesondere historische Romane (Los piratas en Cartagena, 1886) sowie Schriften zur Rolle der Frau (La mujer en la sociedad moderna, 1895) und gab die Familien- und Frauenzeitschrift La Mujer heraus. Wie andere romantische Autoren wandte sie sich gegen die Verfolgung der Jesuiten, die von den konservativ-positivistischen Staatsideologen als Hemmnis des wirtschaftlichen „Fortschritts“ betrachtet wurden.

## Costumbrismo
José María Vergara y Vergara (1831–1872) unternahm den ersten Versuch einer Synthese der „nationalen“ (jedoch bis dahin in der spanischen Tradition stehenden) kolumbianischen Literatur.

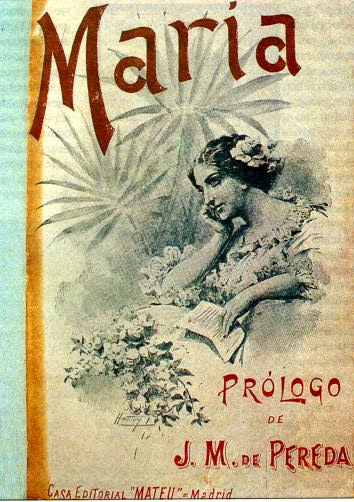
Titelseite des Romans María (Ausgabe von 1899) von Jorge Isaacs.

In den späten 1860er Jahren setzte sich ein konservativer Costumbrismo durch, dessen soziale Basis das landwirtschaftlich geprägte Hochland um Bogotá lag.
Eine der ersten costumbristischen Romane Kolumbiens, Manuela von José Eugenio Díaz Castro erschien 1858 als Fortsetzungsroman in El Mosaico. Er war eher als Folge von Skizzen konzipiert, wurde jedoch als eine Art Nationalroman gefeiert, aber auch wegen seiner dialektgefärbten, „unkorrekten“ Sprache kritisiert. Díaz Castro arbeitete selbst als Tabakbauer und -händler und wurde von den Eliten Bogotás als „Mann im Poncho“ verachtet. Zu den kolumbianischen Costumbristen zählen auch José Manuel Groot (1800–1878) und José Manuel Marroquín (1827–1908). Besondere Breitenwirkung erzielte der costumbristische Roman María (1867) von Jorge Isaacs (1837–1895), eine romantische, teils autobiographische, einfach konstruierte Liebesgeschichte und eines der meistgelesenen Bücher Lateinamerikas. Candelario Obeso 1849–1884, ein costumbristischer Dichter und Erzähler, schrieb im afrokolumbianischen Dialekt und übersetzte zahlreiche Werke aus anderen Sprachen. Er gilt als erster „poeta negrista“ Kolumbiens. Zu den späten Costumbristen zählen auch Efe Gómez (eigentlich Francisco Gómez Escobar, 1873–1938) und Luis Carlos López (1879–1950), der das Leben in seiner Heimatstadt Cartagena beschrieb. Juan de Dios Uribe („El indio Uribe“, 1859–1900) war als Vertreter eines christlich-liberalen Sozialismus jahrelang auf der Flucht. Als Publizist, Komödienautor, Erzähler und glänzender Stilist kämpfte er gegen die 1884 etablierte langjährige katholisch-konservative Hegemonie des Präsidenten Rafael Núñez.
Der Autodidakt José Asunción Silva (1865–1896), ein Vorläufer modernistischer Dichtung, verlor einen großen Teil seiner Manuskripte durch Schiffbruch, bereitete jedoch den Weg für die Überwindung der Romantik und des Costumbrismo. Er experimentierte mit klassischen Versmaßen und freien Versen (Nocturno. 1908) und erneuerte den neunsilbigen Vers, was oft Ruben Darío zugeschrieben wird.

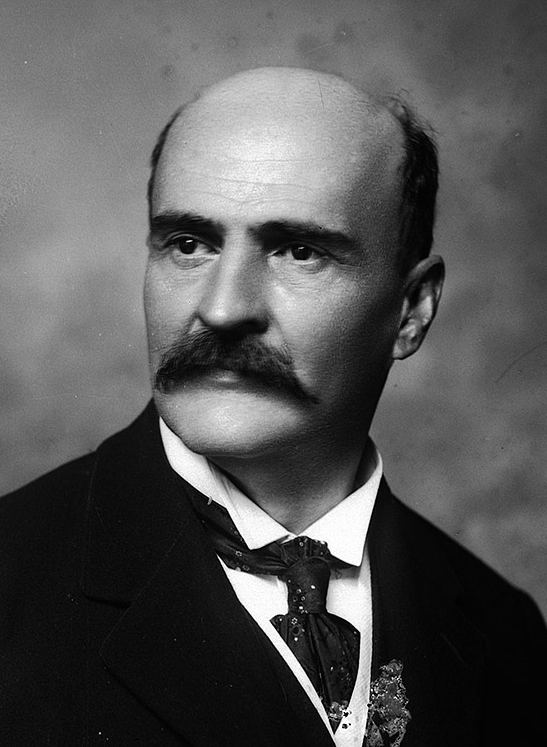
Tomás Carrasquilla (1910)

Tomás Carrasquilla (1858–1940), der wegen des Bürgerkriegs sein Studium abbrechen musste und seinen Erfahrungen in vielen verschiedenen Berufen sammelte, steht an der Schwelle zum sozialen Realismus bzw. Naturalismus; sein unverdient negativer Ruf als provinzieller Costumbrist schadete der Verbreitung seiner zahlreichen Romane, die sich immer wieder mit der Lage der Mestizen und der Schwarzen in der Kaffeeregion befasste.

## Modernismo und Gegenströmungen
Der Modernismo Kolumbiens, wie der anderer lateinamerikanischer Länder, emanzipierte sich aus der traditionellen latein- und hispanoamerikanischen Mythologie. In einer Zeit, in der sich die Konservative Partei zu einer faschistoiden Bewegung entwickelte und sich die Kommunistische Partei Kolumbiens (1930) gründete, entwickelte der Modernismo unterschiedliche Spielarten und vertrat politische Positionen vom radikalen Antiklerikalismus und Antiamerikanismus bis hin zum autoritären caudillismo.

### Modernismo
Zu den frühen modernistischen Prosaautoren gehört der in Barcelona geborene José María Vargas Vila (1860–1933). 1885 musste er nach Venezuela fliehen, wo er seine ersten romantischen Arbeiten veröffentlichte. 1891 ging der Autodidakt nach New York, wo er mit José Martí befreundet war. 1892 beteiligte er sich an der Revolution in Venezuela. Um 1900 war er einer der umstrittensten Autoren Amerikas: radikalliberal, ja anarchistisch, pathetisch antiklerikal und antidespotisch, postulierte er einen radikalen Bruch auch mit der US-Kultur. Unter Rafael Núñez musste er nach San Cristóbal (Venezuela) ins Exil gehen, wo er eine radikale Exilzeitschrift gründete. 1903 wurde er aufgrund seiner imperialismuskritischen Schrift Ante los bárbaros aus den USA ausgewiesen. Wegen seines Romans Ibis (1900), der grausam-hedonistische und frauenfeindliche Züge trägt, wurde er vom Vatikan exkommuniziert. In einigen seiner Werke behandelt er das Thema der Homosexualität. In La muerte del cóndor (1925) beschreibt er Leben und Tod des ecuadorianischen Präsidenten Eloy Alfaro.
Guillermo Valencia (1873–1943) brachte den Modernismus zur formalen Perfektion, seine bildreiche Lyrik ist noch von der Romantik und dem Parnassianismus, aber auch schon vom Symbolismus geprägt (Ritmo, 1899). Auch das lyrische Werk Antonio Gómez Restrepos (1869–1947) kann man dem Parnassianismus zuordnen; weiterhin verfasste er eine solide Literaturgeschichte Kolumbiens. Der extravagante und originelle Lyriker Miguel Ángel Osorio (Pseudonym: Porfirio Barba Jacob, 1883–1942) lebte überwiegend im Ausland und starb in Mexiko. Isaías Gamboa (1872–1904) bereiste den gesamten lateinamerikanischen Kontinent; seine von Rubén Darío beeinflusste modernistische Lyrik passte sich in ihrem Rhythmus dem Gegenstand vollständig an. Weitere Vertreter des Symbolismus bzw. Modernismus waren Luis Carlos López (1883–1950) und Julio Flórez (1867–1923).
Die vor allem durch Journalisten und Essayisten vertretene, im Vergleich zu ihren Zeitgenossen in Mexiko, Kuba oder Argentinien wenig bedeutende literarische Avantgarde setzte in Kolumbien verspätet erst nach 1925 ein und versammelte sich in Barranquilla und Medellín. Ihr mit Abstand wichtigster, ja international einzig bekannter Vertreter ist der antiklerikale kommunistische Lyriker Luis Vidales (1904–1990), dessen von Jorge Luis Borges geschätztes Meisterwerk Suenan Timbres 1926 erschien. In diesem Gedichtband beschreibt er Bogotá mit seinen „Spielzeugen“, den Schaufenstern, Automobilen, Kinos und Cafés, als ciudad infantil. Andere avantgardistische – linke wie rechte – Autoren versammelten sich um die Zeitschrift Los nuevos.

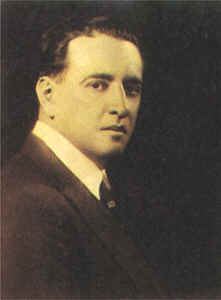
José Eustasio Rivera

Der vielseitige Diplomat und Schriftsteller José Eustasio Rivera (1888–1928) wurde durch seinen einzigen, mehrfach verfilmten Roman La Vorágine (1924, deutsch: „Der Strudel“, 1934) berühmt, der – basierend auf den Untersuchungsergebnissen einer Untersuchungskommission – von den Verbrechen im Tiefland des Amazonas handelt. Der Roman, eines der Hauptwerke der lateinamerikanischen Literatur, schwankt stilistisch zwischen Modernismo und Costumbrismo, folgt aber einer klassisch-antiken Erzählstruktur. Die realistische soziale Anklage vermischt sich mit fiktionalen Elementen. Rivera, der auch klassizistische Sonette verfasste, starb vermutlich an den Folgen der Malaria, die er sich durch seinen langen Aufenthalt im Regenwald zugezogen hatte.

### Postmodernismo, Piedracielismo und Neoklassizismus
Auf Symbolismus und Modernismus folgten nach 1925 sehr unterschiedliche Strömungen; der (Neo-)Klassizismus spielte dabei eine wichtige Rolle in der Lyrik, der Realismus im Roman und in der Erzählkunst. Mit dem Modernismo brach León de Greiff (1895–1976), der aus einer schwedisch-deutschen Einwandererfamilie stammenden Mitbegründer der von Nietzsche und Baudelaire inspirierten antiklerikalen Künstler- und Literatenbewegung Los Panidas (gegründet 1915 in Medellín). Er nutzte distanzierte Nüchternheit, Selbstironie und parodistische Zitate ebenso wie obskure Begriffe als innovative Stilmittel. Gelegentlich wird er als Vertreter eines verspäteten neobarocken Culteranismo bezeichnet; doch liegt ein Vergleich mit Fernando Pessoa wohl näher.
Romantische Anklänge zeigt das Werk des „postmodernistischen“ Einzelgängers Germán Pardo García (1902–1991), der seit 1931 in Mexiko lebte; seine Themen waren soziale Ungerechtigkeit, Einsamkeit, Krieg und Frieden und vor allem der Tod. In seinen späteren Prosawerken emtmythisiert er die Figur des Diktators.
1930 begründete der junger Essayist Darío Achury Valenzuela (1907–2001) die nach einer Muttergottheit der Muisca  benannte Gruppe Los Bachués. Als Reaktion auf den Aufruf des sozialistischen peruanischen Journalisten José Carlos Mariátegui (1894–1930), „Peru zu peruanisieren “ (peruanizar el Perú), rief er zur „Kolumbianisierung Kolumbiens“ (colombianizar a Colombia) auf. Der nationalistischen Gruppe, der auch einige bildende Künstler angehörten, schlossen sich der spätere konservative Erziehungsminister Rafael Azula Barrera (1912–1998) und der Schriftsteller und Dichter Darío Samper (1909–84) an. Für die Literatur bedeutete dies eine Hinwendung zur Kultur der Indigenen, zur „Erde“ (und damit erneut zum Costumbrismo) sowie eine Abkehr von der Hispanidad. Ultrakonservative, Franco-Bewunderer und Faschisten wie der spätere Präsident Laureano Gómez bekämpften die Bewegung, indem sie die Berufung auf die indigenen Traditionen als Mystizismus bezeichneten und sich auf die identitätsbildenden historischen Wirkkräfte der Kolonisierung und des Katholizismus beriefen.
Noch radikaler wandte sich die international bekannte Bewegung Piedra y Cielos (die Piedracielistas) der um 1910–1915 geborenen Autoren gegen das symbolistische Paradigma und den Ästhetizismus, das mit der konservativen Politik des ersten Jahrhundertdrittels identifiziert wurden. Diese 1939 programmatisch angetretene Bewegung stand unter dem Einfluss des Spaniers Juan Ramón Jiménez, dessen gleichnamigen Buch sie ihren Namen verdanken, und des Creacionismo der Chilenen Vicente Huidobro und Pablo Neruda. Zu ihnen zählen Jorge Rojas (1911–1995), Arturo Camacho Ramírez (1910–1982) und der klassizistische Dichter Eduardo Carranza (1913–1985). Auch Samper (Cuaderno del trópico, 1936) trat der Gruppe bei. Die Piedracielistas öffneten auch den Weg für die Rezeption des französischen Existenzialismus.
Trotz gewisser Anknüpfungspunkte an den Modernismo gehört der aus dem Süden des Landes stammende Aurelio Arturo (1906–1974), dessen Werk von Saint-John Perse beeinflusst wurde, zu den Vertretern des Klassizismus. Seine Lyrik ist von großer Musikalität; sie bezieht ihre Themen und Sinneseindrücke aus der natürlichen Umwelt, deren Elemente – Pflanzen und Tiere – ein Eigenleben führen und miteinander kommunizieren. Sein großes nostalgisches Gedicht Morada al Sur („Südliche Wohnung“, 1945) wurde erst in den 1980er Jahren populär; es gab den Anstoß zur Erneuerung der in der „Betäubung des Piedracielismo“ erstarrten kolumbianischen Lyrik.

### Sozialer Realismus im Roman
Tomás Carrasquilla (1858–1940), ein ursprünglich dem Naturalismus verhafteter Romanautor, war tief verwurzelt in der Provinz Antioquía. Sein Werk, das „exotistische“ Elemente des Indigenismo abstreift und die „kulturelle Mestizisierung“ der reichen und aufstrebenden Provinz anzeigt, wurde erst kurz vor seinem Tode in der spanischsprachigen Welt rezipiert. La Marquesa de Yolombó (1926) zeichnet ein genaues, psychologisch nunaciertes, subtil verfremdetes Bild der dörflichen Gesellschaft und ihrer sozialen Schichtung in komplexer Darstellungsweise. Er kann als Vorläufer der modernen kolumbianischen Literatur gelten, fand jedoch zu Lebenszeiten wenig Beachtung. Der Arzt und Parasitologe César Uribe Piedrahita (1897–1951) schildert in Toá: Narraciones de caucherías (1933) eine Liebesgeschichte in den Kautschukplantagen des südkolumbianischen Amazonasbeckens. In Mancha de aceite (1935) setzte er sich auf der Basis persönlicher Erfahrungen mit den Folgen des Ölbooms am Golf von Maracaibo, der gegen die Indios eingesetzten militärischen Gewalt, ihrer Verelendung, den „Zivilisationsversuchen“ durch Rotary International und der wirtschaftlichen und sozialen Krise in Venezuela auseinander. Thematisch und mit seinem naturalistischen Stil wirkte er auch auf die venezolanische Literatur der 1930er Jahre.

### Die Gruppe von Barranquilla
1940 gründete sich Barranquilla eine Gruppe von einflussreichen Intellektuellen, Schriftstellern und Künstlern um Ramón Vinyes, José Félix Fuenmayor (La muerte en la calle, postum 1967), Alfonso Fuenmayor, Alejandro Obregón, Álvaro Cepeda Samudio, Germán Vargas, Adalberto Reyes, Bernardo Restrepo Maya, Gabriel García Márquez und andere. Sie gaben seit 1940 die Kulturzeitschrift Crónica heraus, in der sie ihre weitgehend realistischen Arbeiten veröffentlichten. Die Gruppe spielt auch in García Márquez’ Hundert Jahre Einsamkeit eine Rolle in Form der „vier Freunde“ in Macondo, dem fiktiven Schauplatz des Romans. Die Gruppe blieb bis in die frühen 1950er Jahre aktiv. Seit 1954 tagten die letzten Mitglieder in der Bar La Cueva, nach der die Gruppe auch benannt wurde.

## Essayistik
Der Linguist, Journalist und Diplomat Baldomero Sanín Cano (1861–1957) publizierte u. a. literaturgeschichtliche Essays und gilt als Begründer der kolumbianischen Literaturkritik. Das umfangreiche essayistische Werk Germán Arciniegas (1900–1999) umfasst brillante historische und soziologische Essays zu Kultur, Geschichte und Sozialstruktur Lateinamerikas aus der Perspektive einer „Weltgeschichte von unten“ (dt.: Kulturgeschiche Lateinamerikas 1966). Themen waren die Rolle der Studenten in der Geschichte und die Frage der Gerechtigkeit in einer ethnisch heterogenen Gesellschaft – vor allem der Gerechtigkeit für die Indios. Später entwickelte er eine konservative Grundhaltung. Fernando González Ochoa (1895–1964), von Carrasquilla und Friedrich Nietzsche beeinflusster religionskritischer Philosoph und Essayist, übte über seinen Schüler Gonzalo Arango großen Einfluss auf den Nadaísmo, die lateinamerikanische Variante des Existenzialismus der 1960er Jahre aus. Jorge Zalamea (1905–1969) war Essayist, Kunstkritiker und Diplomat. Bekannt wurde er aber durch seine polemischen Gedichte gegen die Tyrannei (El gran Burudún-Burundá ha muerto, 1952).

## Das moderne kolumbianische Theater

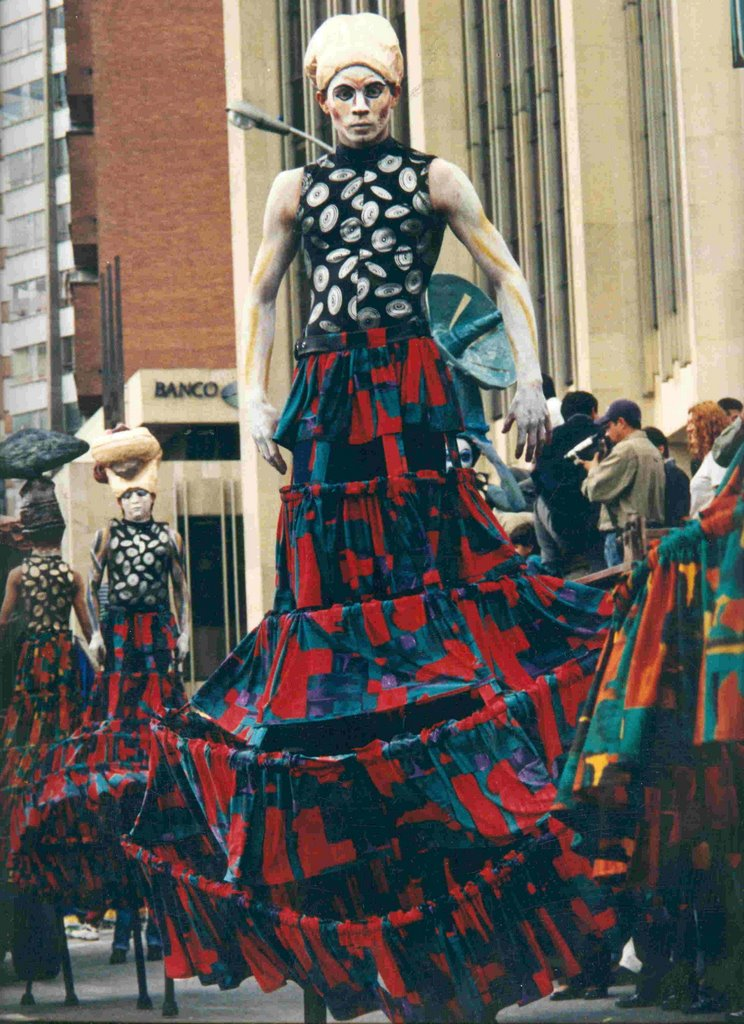
Theatergruppe Umbral Imaginario auf dem Umzug des Festival Iberoamericanono des Theaters von Bogotá (2000)

Als Begründer des modernen kolumbianischen Theaters in den 1940er Jahren gilt der auch im Ausland erfolgreiche Antonio Álvarez Lleras (Pseudonym: Joaquín Zuluaga, 1892–1956). Ciro Mendía (1892–1979), Dichter und Dramatiker, verankerte das Theater auch in der Provinz. Luis Enrique Osorio (1896–1966) trat als Komödienautor besonders mit politischen Satiren hervor. Seit den 1950er Jahren verdrängte das Theater die Lyrik, die an Bedeutung verlor, und es entstanden mehrere bedeutende Theatergruppen. Enrique Buenaventura (1925–2003), gründete 1955 das Experimentaltheater in Cali und profilierte sich mit über 60 Stücken als Erneuerer des kolumbianischen Theaters nach der Zeit des Bürgerkrieges. Der Autor und Regisseur Andrés Caicedo (1951–1977), der auch Erzählungen verfasste (Los dientes de caperucita 1970, „Die Zähne von Rotkäppchen“), bezog Front gegen den magischen Realismus und gründete den Cineclub in Cali, den er zu einer Diskutier-, Experimentier- und Aufführungsstätte mit Strahlkraft entwickelte.  Jairo Aníbal Niño (1941–2010), ursprünglich bildender Künstler, leitete das Universitätstheater Medellín; außer zahlreichen Dramen schrieb er auch Prosa.

## Der Bürgerkrieg 1948–1953 und die Zeit danach: „Generación del boom“
Die Ermordung des linkspopulistischen Präsidentschaftskandidaten Jorge Eliécer Gaitán im April 1948 in Bogotá war der Funke, der das Pulverfass zur Explosion brachte. Der bereits in ländlichen Gebieten zwischen Liberalen und Konservativen tobende Bürgerkrieg (La Violencia) wurde nun auch in die Städte getragen und tobte bis 1953, als er durch den Putsch des populistischen Armeeführers Rojas Pinilla unterbrochen wurde, auf den wiederum eine Militärjunta folgte. Der Bürgerkrieg forderte zehntausende Todesopfer. Auch Guerillas, die ihre Waffen niederelgten, wurden reihenweise erschossen. Das schuf die Grundlagen für die Revolte der FARC in den 1960er Jahren, die ihren Niederschlag auch in der Literatur fand. Die Mehrzahl der Autoren wandte sich den politischen und sozialen Realitäten Kolumbiens zu: den archaischen Verhältnissen auf dem Lande, der Unterentwicklung und der exzessiven Gewaltausübung durch Großgrundbesitz und Militär. Einige dieser Autoren erlangten Weltruhm und erreichten ein großes internationales Lesepublikum.

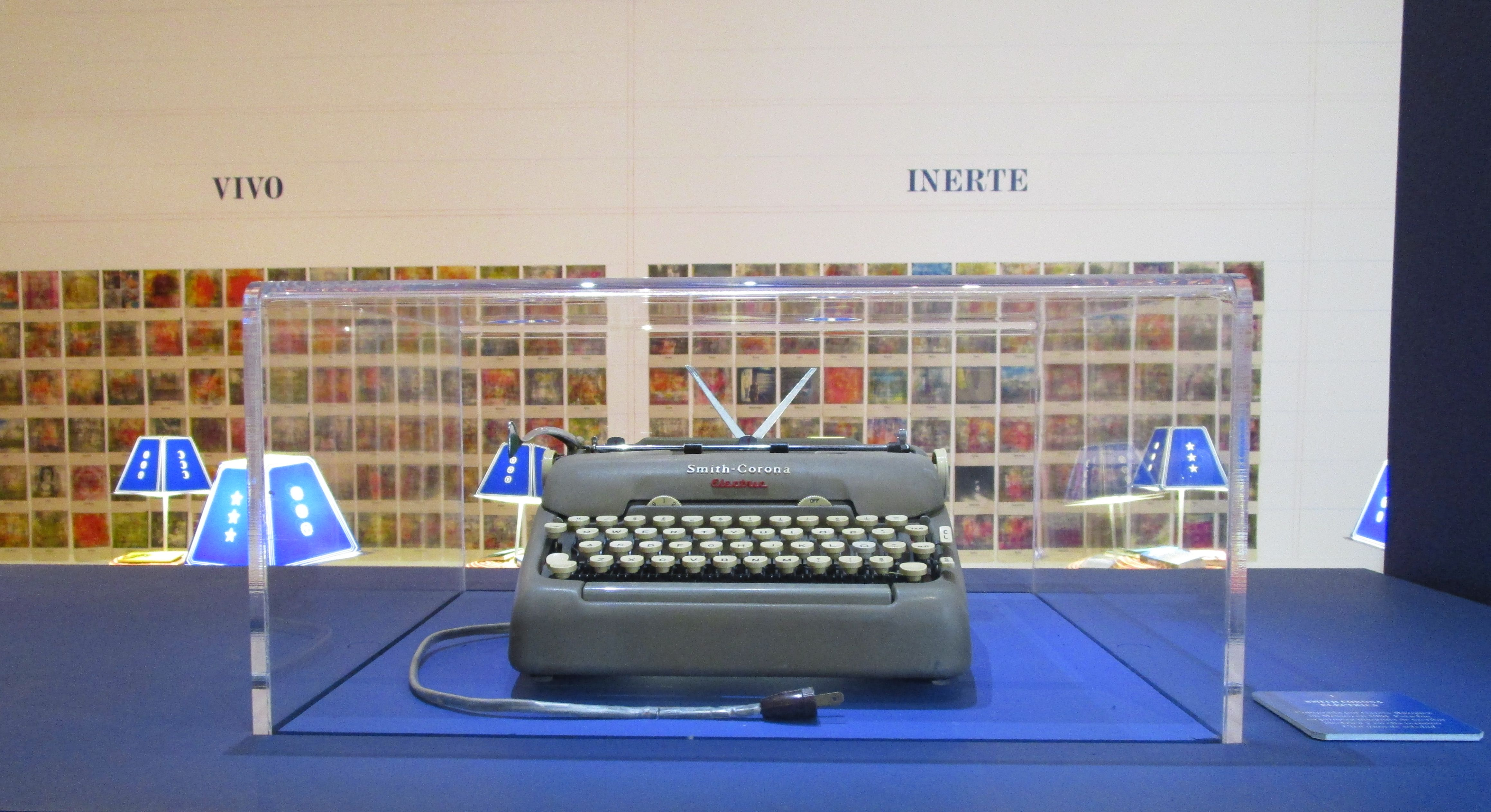
Schreibmaschine von Gabriel García Márquez in der kolumbianischen Nationalbibliothek

Zu dieser Generación del boom zählen der Romanautor, Essayist, Publizist und Diplomat Eduardo Caballero Calderón (1910–1993), dessen Stil sich durch Präzision und „Effizienz“ auszeichnet. Sein satirischer Roman El buen salvaje (1966) handelt von einem jungen Schriftsteller, der in Paris einen großen Roman schreiben will, aber nur ein Tagebuch zustande bringt, das zugleich ein Spiegelbild der Geschichte und Politik Kolumbiens ist. Zur Boomgeneration gehören ferner Manuel Mejia Vallejo (1923–1998), ein innovativer, von William Saroyan beeinflusster Schriftsteller und Journalist Álvaro Cepeda Samudio (1926–1972), der als einer der Väter des boom gilt und sich in den 1950er Jahren um die Wiederbelebung des von Importen verdrängten kolumbianischen Films bemühte, ferner der Arzt und Erzähler Manuel Zapata Olivella (1920–2004), der jahrelangim Exil lebte und in kreativen Romanen und Erzählungen das Leben in seiner Heimat, den Anden, schilderte, und vor allem Gabriel García Márquez (1928–2014), der Autor des ländlich-archaischen Kolumbiens und Hauptvertreter eines magischen Realismus, durch den der Costumbrismo endgültig überwunden wurde. Sein Hauptwerk Hundert Jahre Einsamkeit verband die mündliche Tradition präkolumbianischer Kulturen mit europäischen (Charles Dickens, Tolstoi, Kafka) und US-amerikanischen Erzähltraditionen (William Faulkner) und wurde von der Kritik sogleich der Weltliteratur zugerechnet. Auch Cepeda Samudia, der von 1948 bis zu seinem Tod in den USA lebte, zeigte sich von Faulkner, William Saroyan und Truman Capote beeinflusst; er gilt als Begründer eines eigenständigen urbanen „karibischen“ Stils. Sein einziger aber einflussreicher Roman, La casa grande (1962), handelt vom Massaker des Militärs an den streikenden Bananenarbeitern der United Fruit Company in Ciénaga 1928. García Márquez eng verbunden war der Erzähler und Dichter Álvaro Mutis (1923–2013), dessen Arbeiten vielfach preisgekrönt wurden, u. a. durch den Cervantes-Preis 2001.
Ein wichtiges literarisches Organ war die 14-täglich erscheinende Zeitschrift Crítica (1948–1951), die von Jorge Zalamea (1905–1969) herausgegeben wurde. Dieser musste nach der Schließung der Zeitschrift 1952 nach Argentinien ins Exil gehen und übersetzte dort die Bücher vieler europäischer Autoren. 1959 kehrte er nach Kolumbien zurück. Sein Freund Jorge Gaitán Durán (1924–1962) provozierte durch Sozialkritik und erotische Themen. Für die 1955 von ihm, Hernando Valencia Goelkel (1928–2004) und Eduardo Cote Lamus gegründete, für das literarische Geschehen in ganz Lateinamerika bedeutsame Literaturzeitschrift Mito, von welcher bis 1962 42 Ausgaben erschienen, schrieb neben García Márquez u. a. auch der spanische Dichter und Schriftsteller José Manuel Caballero Bonald, der in den frühen 1960er Jahren in Kolumbien lebte, wo er seinen ersten Roman publizierte; ferner u. a. der Brasilianer Carlos Drummond de Andrade, die Mexikaner Alfonso Reyes und Octavio Paz sowie der Argentinier Jorge Luis Borges. Die Zeitschrift verfolgte kein gemeinsames ästhetisches Projekt, betonte allerdings die moralische Verantwortung der Literatur. Zu den bedeutenden sozialen Realisten der 1960er und 1970er Jahre gehörte der in Bogotá lebende Autor und Regisseur Fernando Soto Aparicio, der die sozialen Konflikte und Gewaltexzesse des Landes thematisierte.

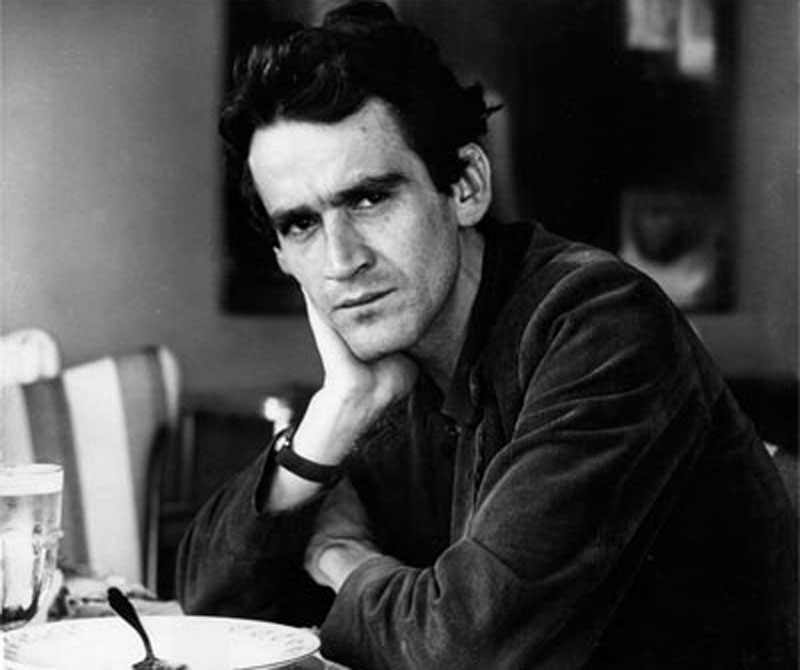
Gonzalo Arango

Auch ästhetische Gegenbewegungen gegen den mehr oder weniger realistischen Stil der Gruppe von Barranquilla sowie einige solitäre Autoren sind zu erwähnen. Gonzalo Arango Arias (1931–1976) gründete um 1957 die provokante Bewegung des antiklerikal-atheistischen Nadaísmo („Nichts-ismus“) und berief sich mit dem Primer manifiesto nadaísta (1958) auf den französischen Existenzialismus und insbesondere die Philosophie Fernando González Ochoas. Dessen Werke waren noch in den 1920er Jahren durch den Erzbischof von Medellín – angeblich unter Androhung der Todesstrafe – verboten worden. Der Minister und Diplomat Pedro Gómez Valderrama (1923–1992) schrieb historische Romane im neobarocken Stil. Als Gegner des aufgeklärten Rationalismus fand Nicolás Gómez Dávila (1913–1994), der sich selbst als „Reaktionär“ bezeichnete, seine Ausdrucksmöglichkeiten vor allem in Aphorismen. In Deutschland wurde sein Werk u. a. von Botho Strauss rezipiert. Zu den Vätern des kolumbianischen Science-Fiction zählt Antonio Mora Vélez (* 1942). Von der amerikanischen Short Story mit ihrer lakonischen Dialogführung beeinflusst war Carlos Arturo Truque (1927–1970). Der epischen Dichtung widmete sich Zacarías Reyán (* 1948). Der Psychologe Álvaro Escobar-Molina (* 1943), der seit vielen Jahren in Paris lebt, beschreibt autobiographisch den Verlust der traditionellen Lebensformen in den Anden durch den Bürgerkrieg.

## Die 1970er und 1980er Jahre: „Generación desencantada“
Während sowohl die Linke als auch die Guerilla in den 1980er Jahren an politischem Einfluss verloren, entstand mit dem Medellín-Kartell eine gewaltbereite Kokain-Mafia, die bis in die Regierungsebene vordrang. Wichtigste Themen der enttäuschten Generation nach 1970 und des sogenannten Post-Macondismo waren die Großstadt und die Gewalt, die dauernde politische Entmündigung und beständige Unterstützung der Konservativen durch die katholische Kirche. Luis Fayad (* 1945), Sohn libanesischer Einwanderer, begründete die Tradition einer urbanen Literatur neu, in deren Mittelpunkt nicht mehr die in naturalistischer Manier skizzierten armen Stadtviertel standen, sondern die wachsende Mittelklasse von Bogotá. Er wanderte später nach Europa aus. Héctor Sanchez (1941–2018) schildert in La causas supremas die wachsende Zersetzung der Stadt mit realistischer Präzision und verzweifeltem Humor. Zu den kapitalismuskritischen Autoren zählen der Erzähler, Lyriker und Übersetzer Nicolás Suescún (1937–2017), der immer wieder politisch verfolgte Aktivist und Autor der beliebten Telenovela El Bazar de los Idiotas Gustavo Álvarez Gardeazábal (* 1945), Gonzalo García Valdivieso (* 1943), der für die Rechte der Homosexuellen eintritt, und Oscar Collazos (1942–2015), der in seinen Arbeiten die psychischen Probleme der jungen Arbeiter analysiert. Collazos lebte u. a. in Kuba und 10 Jahre lang in West-Berlin. Die blutige Geschichte der Inquisition und das Leben der Oberklassen in Bogotá beschrieb mit satirischem Einschlag Germán Espinosa (1938–2007). Raúl Gómez Jattín (* 1945), ein poète maudit, schrieb über Wahnsinn, Drogen, Einsamkeit. Die Bücher von Fernando Valleja (* 1942) handeln von Politik, Gewalt, Sexualität und Tod in Medellín und Umgebung, aber vor allem von seinem eigenen Leben, da er meist in der Ichform schreibt und dabei seine Autobiographie mit fiktionalen Elementen durchsetzt. 2007 emigrierte er nach Mexiko, nachdem er schon 30 Jahre lang dort gelebt, geschrieben und Filme gedreht hatte.
Vom Nadaísmo, um den es Ende der 1960er Jahre schon wieder ruhig geworden war, fühlte sich Fanny Buitrago (* 1946) angezogen, die zur Gruppe von Barranquilla gehört, dessen Karneval öfter den Hintergrund für ihre Geschichten bildet. Sie vermeidet offen politische Themen, befasst sich aber mit den Auswirkungen der Gewalt auf die Familien und ironisiert die Narrheit der bedingungslosen Liebe und den weiblichen Konsum von Telenovelas. Laura Restrepo (* 1950) verfasste zunächst kritische Sachbücher zu politischen Themen. Zeitweise lebte sie in Argentinien im Untergrund und in Spanien, musste für sechs Jahre ins mexikanische Exil gehen und wurde 1982 durch ihre Beteiligung an den Friedensverhandlungen mit der Guerilla unter Präsident Belisario Betancur international bekannt. Diese Zeit verarbeitete sie in ihrem Buch Historia de un entusiasmo (1986). Ihre späteren Romane sind durch den Mix von fiktiven Elementen und investigativem Journalismus geprägt. María Elvira Bonilla (* 1955) ist kritisch-publizistisch als Journalistin, Herausgeberin (El Espectador, Internetportal Las dos Orillas) und Autorin (Jaulas 1983, dt. „Käfige“) tätig. Triunfo Arciniegas (* 1957) schreibt und illustriert Kinder- und Jugendbücher.

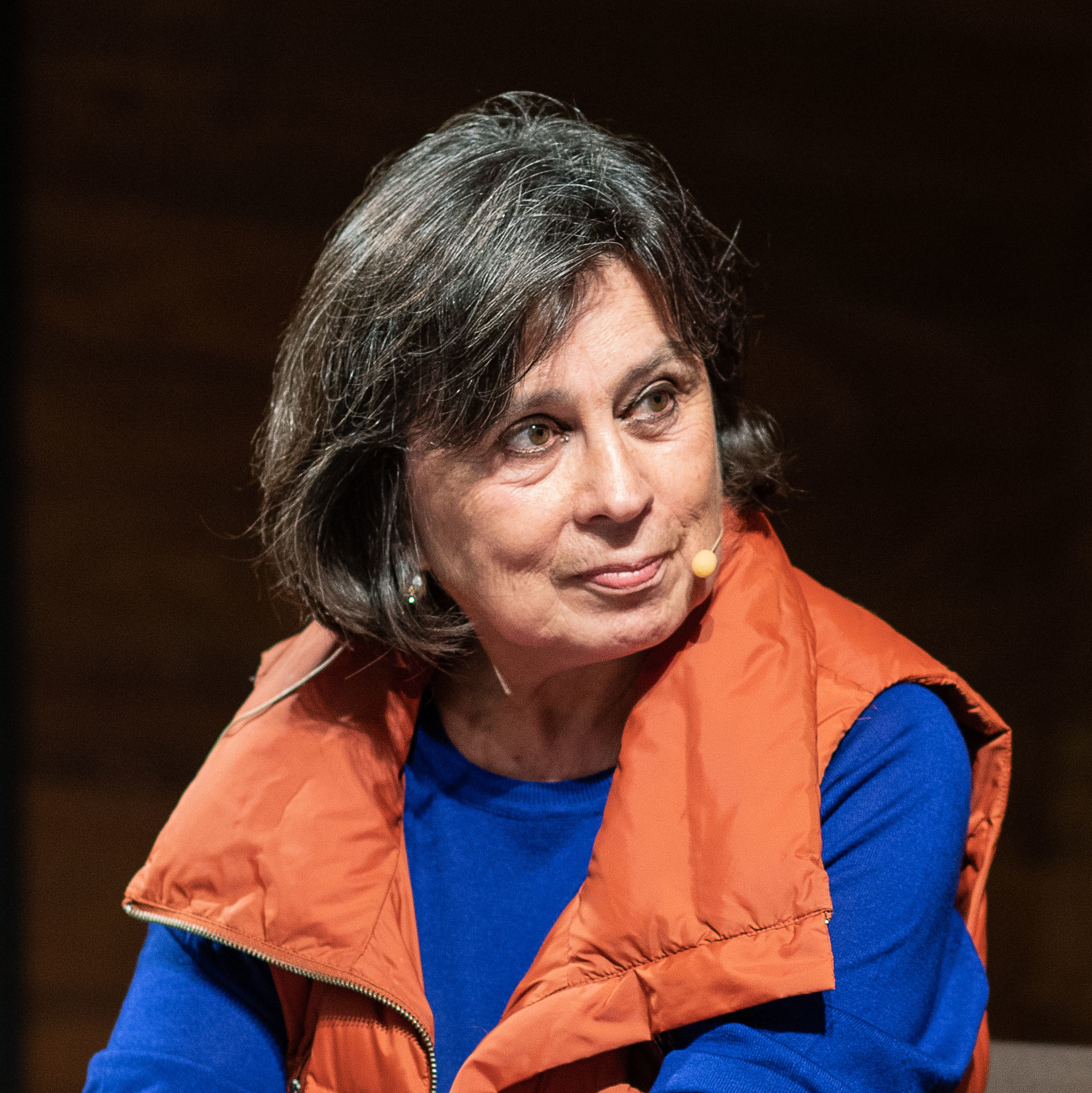
Laura Restrepo (2018)

Ende der 1980er Jahre hielt die Postmoderne Einzug in die kolumbianische Literatur. Die Drogen- und Rockkultur wurde zum Thema des von Andrés Caicedo beeinflussten Rafael Chaparro Madiedo (1963–1995). 1992 erhielt er für seinen einzigen Roman (Opio en las nubes, „Opium in den Wolken“) 1992 den nationalen Literaturpreis. Nach seinem Tod versammelte sich – wohl erstmals in Kolumbien – seine virtuelle Fangemeinde in den sozialen Netzwerken. Als Hauptvertreter der kolumbianischen Postmoderne gilt Rafael Humberto Moreno-Durán (1945–2005). Er vertrat einen neo-kulturalistischen Stil und zitiert parodierend die historische Rhetorik. Los felinos del canciller (1987) ist die Geschichte einer aristokratischen Diplomatendynastie.

## Seit 1990: „Literatura narco“ und Gewalt der Großstadt
Seit den 1990er Jahren intensiviert sich der internationale Austausch der kolumbianischen Autoren, der vorher meist Diplomaten und Exilanten vorbehalten war. Tomás González (* 1950), Philosoph und Barmann aus Medellín, lebte 19 Jahre als Übersetzer in den USA und kehrte 2002 nach Kolumbien zurück. Mehrere seiner von Gabriel García Márquez und Julio Cortázar beeinflussten Bücher wurden ins Deutsche übersetzt. In Para antes el olivo (1987; dt. „Die versandete Zeit“, 2010) thematisiert er die im Lauf der Zeit verblassenden Gewalterfahrungen des 20. Jahrhunderts; doch vermeidet er den Exotismus und die Mythisierung der Gewalt. Héctor Abad Faciolince (* 1958) kehrte aus dem italienischen Exil zurück, wohin er sich nach der Ermordung seines Vaters, eines Menschenrechtsaktivisten, begeben hatte, und begann Erzählungen und Romane zu schreiben, in denen er zunächst das Alltagsleben in Medellín (Malos Pensamientos, 1991), später die Auflösung von Glaubens- und Schreibkrisen thematisierte (Basura, 2000; Angosta, 2003). Sein pikaresker Roman Asuntos de un Hidalgo Disoluto (1994) lehnt sich an Laurence Sternes Tristram Shandy und Voltaires Candide an. In Deutschland wurde er vor allem durch El olvido que seremos („Briefe an einen Schatten“) und La oculta bekannt. Die etwa 15 Romane und Bände mit Erzählungen des Journalisten Germán Castro Caycedo (* 1940) handeln von Kultur und Alltag Kolumbiens, von der Verstrickung der Politik in Gewalt und Narcotrafico und die paramilitärischen Milizen (En secreto, 1996).
William Ospina (* 1954), der ebenfalls zeitweise in Europa lebte, veröffentlichte literaturwissenschaftliche und historische Essays, Gedichte und eine vom Großepos des Juan de Castellanos beeinflusste Romantrilogie über die spanische Eroberung Kolumbiens und Venezuelas. In seinem jüngsten Werk, El año del verano que nunca llegó (2015), das zum 200. Jahrestag des Ausbruchs des Tambora in Indonesien erschien, lässt er Lord Byron, Percy Shelley und seine Frau Mary am Genfersee den katastrophalen Sommer des Jahres 1815 erleben, in dem sie das Haus tagelang nicht verlassen können. In dieser mysteriösen Atmosphäre lässt er das Monster Frankenstein entstehen. Mit den in viele Sprachen und auch ins Deutsche übersetzten, oft prämierten Büchern demontiert der früh erfolgreiche Evelio Rosero (* 1958) nationale Mythen und Heiligtümer (Los soldados, 2003) und machte auch vor dem Nationalhelden Simón Bolívar nicht halt (La carroza de Bolívar, 2012), der Weihnachten 1822 das Massaker an der königstreuen Zivilbevölkerung von Pasto angeordnet hatte. Zeitweise wich Rosero nach Spanien aus. Seine Themen sind unter anderem die aktuelle Situation der Jugend, die klerikale Prägung des Erziehungswesens oder die dauernde Bedrohung durch Kidnapping. Rosero ist in allen Genres zu Hause, er verfasst auch Kinderbücher.
Kurzgeschichten und Romane über Drogenkriege und Auftragsmorde, die auch verfilmt wurden, veröffentlichte der mit mehreren Literaturpreisen bedachte, unter jungen Lesern populäre Jorge Franco (* 1962). Drogen und Sex sind auch Themen des Romans „Der Mann mit der magischen Kamera“ (dt. 2019) von Pedro Badran (* 1960), der aus einer syrisch-palästinensischen Einwandererfamilie stammt. Ein ebenfalls von jungen Lesern verehrter Vertreter der urbanen Literatur der schrecklich-schönen Hauptstadt Bogotá ist Mario Mendoza Zambrano (* 1964), der ihre Abgründe in hyperrealistischer Weise schildert. Seit 2018 schreibt er auch Graphic Novels.
Juan Gabriel Vásquez (* 1973) lebte lange in Barcelona. Er wendet sich vehement gegen den Exotismus des magischen Realismus, der immer noch z. B. im Werk von Tomás González (* 1950) nachwirkt, und gegen die Idealisierung des ländlichen Kolumbiens. Mit großer erzählerischer Raffinesse widmet er sich der Geschichte und Gegenwart Kolumbiens. Für El ruido de las cosas al caer (2010: dt. „Das Geräusch der Dinge beim Fallen“, 2014), eine literarische Aufarbeitung der Drogenkriege der 1980er Jahre, die Zeit- und Familiengeschichte miteinander verbindet, erhielt er bedeutende internationale Literaturpreise. Ins Deutsche übersetzt wurden auch mehrere andere seiner Bücher wie Los informantes (2004, dt.: „Die Informanten“ 2010) und „Die geheime Geschichte Costaguanas“ (2016), der die historischen Umbrüche und Katastrophen Kolumbiens zur Zeit der Planung des Panamakanals mit der abenteuerlichen Lebensgeschichte eines fiktiven Erzählers verbindet, dessen Bericht angeblich von Joseph Conrad in seinem Roman Nostromo plagiiert worden sei.
Der international tätige Journalist Juan Antonio Ungar (* 1972) gehört mit seinen Politsatiren zu den Autoren, die die „Hermetik eines García Márquez oder Vargas Llosa mit Bildern von durchglobalisierten, dynamischen, lauten, schmutzigen und gewalttätigen Schwellenländerstädten aufbrechen und hinter sich lassen“. Max Vergara Poeti (* 1983) ist ein erfolgreicher italienisch-kolumbianischer Kurzgeschichtenautor, Essayist und Übersetzer, der auch in englischer Sprache schreibt und seine Texte vor allem in Zeitungen publiziert.
Auch in Kolumbien erscheinen in jüngerer Zeit Texte nicht-professioneller Autoren, meist Autobiographien,
die eine bestimmte Epoche oder ein Ereignis aus ihrer subjektiven Perspektive erzählen. Zu dieser Testimonio-Literatur (literatura testimonial), die überwiegend Bürgern unterprivilegierter Bevölkerungsschichten erstmals eine Stimme gibt, gehört aber auch die Autobiographie der lange von Guerillas als Geisel festgehaltenen Präsidentschaftskandidatin Ingrid Betancourt Die Wut in meinem Herzen, die zuerst in französischer Sprache (La Rage au Coeur, 2002), veröffentlicht wurde und zum Bestseller wurde. Betancourt, die aus einer Diplomaten- und Politikerfamilie stammt, stellt sich darin als engagierte und isloiete Einzelkämpferin gegen eine korrupte Gesellschaft dar.
Film, Fernsehen, Theater
Gegenwärtig gibt es deutliche thematische und stilistische Parallelen zwischen der kolumbianischen Literatur und dem Film. Die Autoren versuchen neue Medien zu nutzen und zugleich die drückende mediale Vorherrschaft der USA abzustreifen. Als Drehbuchautor und Dramatiker ist Jorge Alí Triana (* 1942) zu nennen. Er verfasste etwa 30 Fernsehserien und arbeitete auch in New York und auf Kuba. Derzeit leitet er das Teatro Nacional de Colombia. Die zahlreichen anderen Theater werden nicht öffentlich gefördert. Eine besondere Reputation hat sich das 1992 von Ignacio Rodríguez und Carolina Vivas Feria gegründete Umbral Teatro in Bogotá unter seiner Direktorin Carolina Vivas Ferreira erarbeitet. Im April 2017 fand in Bogotá die zweite Theaterbiennale statt, bei der 150 Stücke aufgeführt wurden.
Buchmarkt
Das trotz ein bis zwei Millionen Analphabeten rasch wachsende Lesepublikum der Mittelschichten wendet sich immer mehr zielgruppenspezifischen Literaturangeboten zu; die Wertschätzung der Literatur ist jedoch nach wie vor hoch. Kolumbien ist nach Argentinien und Mexiko unter den spanischsprachigen Ländern Lateinamerikas das mit der drittgrößten Buchproduktion; hier werden auch viele Bücher von Autoren aus den kleineren Staaten Zentralamerikas publiziert. 2009 wurden von 139 aktiven Verlegern fast 12.400 Bücher (einschließlich Nachdrucken) veröffentlicht; der Gesamtumsatz der Verleger betrug 2008 fast 150 Millionen US-Dollar.